# Juan Fernando Quintero
Juan Fernando Quintero Paniagua (født 18. januar 1993 i Medellín, Colombia) er en colombiansk professionel fodboldspiller, som spiller for Primera División-klubben Racing Club og Colombias landshold.

## Landshold
Quintero har (pr. marts 2018) spillet 14 kampe og scoret to mål for Colombias landshold, som han debuterede for 16. oktober 2012 i en venskabskamp mod Cameroun. Han var en del af den colombianske trup til VM i 2014 i Brasilien og til VM i 2018 i Rusland.